# Aeroporto di Reggio Calabria
L'Aeroporto di Reggio Calabria (IATA: REG, ICAO: LICR), noto anche come Aeroporto dello Stretto, è il primo  aeroporto italiano costruito nella regione della Calabria, che serve la città metropolitana di Reggio Calabria e parte della città metropolitana di Messina. È intitolato al reggino Tito Minniti, sottotenente della Regia Aeronautica, eroe caduto nella Guerra d'Etiopia e decorato con medaglia d'oro al valor militare.

## Storia

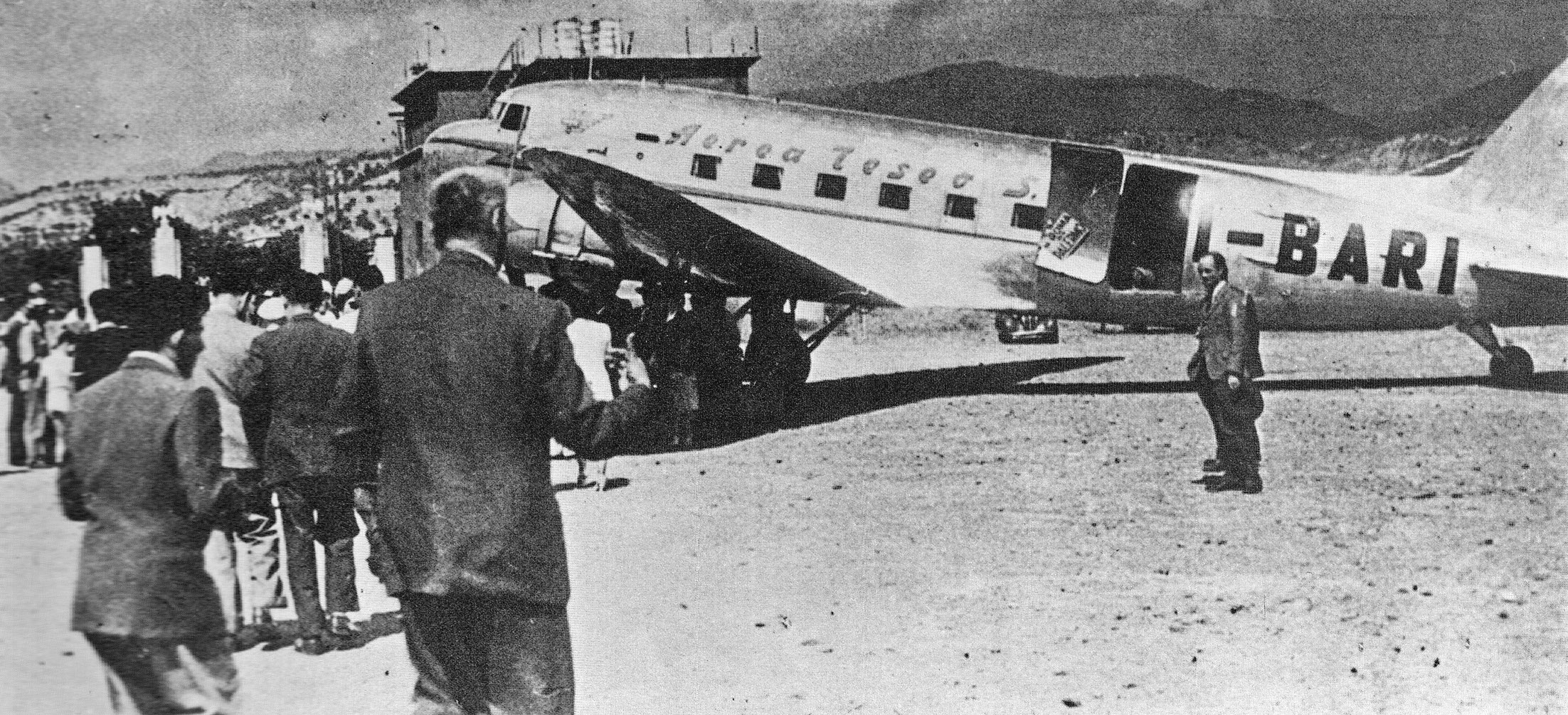
Il DC-3

Tito Minniti

Nel dicembre del 1927, l'on. Michele Barbaro, in considerazione del promettente sviluppo delle comunicazioni aree, presentava un'interrogazione parlamentare al Ministro delle Comunicazioni ed una al Ministro dell'Aeronautica sull'opportunità di istituire a Reggio Calabria uno scalo lungo la rotta Palermo-Napoli.
La prima pista dell'Aeroporto di Reggio fu costruita nel 1939 con finalità militari, e vi furono collocati un comando italiano ed uno tedesco.
Tre anni dopo (tra il 20 marzo e il 10 aprile 1942) partirono da qui le incursioni contro Malta.
L'11 luglio 1943 un bombardamento aereo statunitense mise fuori uso le piste, che successivamente furono ricostruite permettendo all'aeroporto di servire l'aviazione civile.
Il primo volo civile ebbe luogo il 10 aprile 1947 con un bimotore ad elica Douglas DC-3 21 posti, sulla tratta Torino-Bologna-Firenze-Napoli-Reggio Calabria-Palermo, di proprietà della compagnia Teseo.
Nel 1959 l'amministrazione provinciale e comunale, l'Ente provinciale per il Turismo e la camera di Commercio di Reggio Calabria, decisero di costituire il Consorzio per l'area industriale e l'Azienda Autonoma Soggiorno e Turismo.
Nei giorni 18, 19 e 20 agosto del 1959 si ebbe la relazione di Franco Cipriani, che valutava le prospettive dei collegamenti per lo sviluppo del Turismo. Tale relazione esortava alla valutazione delle varie prospettive turistiche legate all'intensificazione delle reti aeroportuali, sottolineando l'incremento del mercato aeroportuale in Europa e nel mondo e le possibilità favorevoli in Italia, ma soprattutto in Sicilia e Calabria, regioni turistiche e allora prive di validi collegamenti esterni. Alla relazione di Cipriani seguì quella di Antonio Latella, il quale sosteneva l'importanza dello sviluppo dell'aeroporto di Reggio Calabria.
La progettazione della prima pista asfaltata iniziò nell'ottobre 1960, ma solo dopo sette anni di avversità si giunse alla sua conclusione. L'aeroporto di Reggio fu catalogato nel 1978 nella classe D; trasferito alle competenze della Direzione Generale nel 1976, divenne aeroporto civile e perse l'attribuzione di aeroporto militare.
Per decisione del Ministero della difesa-Aeronautica, il 10 dicembre 1975 l'aeroporto militare è stato intitolato al sottotenente pilota reggino di complemento Tito Minniti, primo aviatore caduto in Africa orientale il 26 dicembre 1935 durante la guerra d'Etiopia.

S.E. l'arcivescovo metropolita della Calabria, Monsignor Giovanni Ferro, ha celebrato la messa al campo. È seguito lo scoprimento della stele dedicata all'eroe, alla cui memoria il Re Vittorio Emanuele III aveva conferito la medaglia d'oro al valor militare.
L'aeroporto serve principalmente la provincia di Reggio Calabria e parzialmente quelle di Messina e Vibo Valentia, con un bacino d'utenza superiore a 1.500.000 persone. È una struttura in crescente miglioramento; la recente fase di ammodernamento ha permesso l'aumento del numero di voli disponibili. L'aumento di flusso aereo in città nei primi otto mesi del 2006 (con particolare riguardo per i mesi di luglio e agosto) ha fatto registrare allo scalo aeroportuale reggino un incremento di passeggeri del 53,6% per i voli nazionali e del 175,5% per quelli internazionali. A seguito della sospensione dei voli di Blue Panorama e in seguito di Blue Air, dal 2021 gli unici collegamenti con l'aeroporto di Reggio Calabria erano i voli da/per Roma-Fiumicino e Milano-Linate operati in precedenza da Alitalia e in seguito, dal 15 ottobre 2021, da ITA Airways. Tuttavia nel 2024 Ryanair ha inaugurato una nuova base operativa presso l'aeroporto dello Stretto, con 5 rotte internazionali (per Barcellona, Berlino, Manchester, Marsiglia e Tirana) e 3 rotte nazionali (per Bologna, Torino e Venezia). Per la stagione invernale 2024 la compagnia irlandese ha annunciato un ulteriore ampliamento del proprio network di destinazioni da Reggio Calabria, con l'aggiunta di altre 7 nuove rotte, sia nazionali che europee.
Nell'Aeroporto dello Stretto sono stati girati diversi film, tra i quali La lettera con Vittoria Belvedere.

### Gestione dell'Aeroporto
L'Aeroporto era gestito dalla SoGAS S.p.A., Società di Gestione dell'Aeroporto dello Stretto, nata nel marzo 1981 su iniziativa degli Enti territoriali interessati: Camere di Commercio, amministrazioni comunali e provinciali di Reggio e di Messina, e dalla Regione Calabria che ne deteneva la maggioranza. A fine 2016, la società SoGAS S.p.A. è stata dichiarata fallita dall'ENAC. L'Aeroporto di Reggio Calabria è stato chiuso, proseguendo in gestione provvisoria fino al luglio del 2017, quando è passato sotto il controllo della SACAL S.p.A.

### Dati di traffico
Questo grafico non è disponibile a causa di un problema tecnico.
Si prega di non rimuoverlo.
Vedi la query Wikidata di origine.
| Anno                                                                                    | Nazionali | % Var. anno prec. | Internazionali | % Var. anno prec. | Transito | % Var. anno prec. | Totale commerciale | % Var. anno prec. | Aviazione generale | % Var. anno prec. | TOTALE  | % Var. anno prec. |
| --------------------------------------------------------------------------------------- | --------- | ----------------- | -------------- | ----------------- | -------- | ----------------- | ------------------ | ----------------- | ------------------ | ----------------- | ------- | ----------------- |
| 2000                                                                                    | 538.048   | 4,6               |                |                   |          |                   | 538.048            | 4,6               |                    |                   | 538.048 | 4,6               |
| 2001                                                                                    | 481.857   | 10,4              |                |                   |          |                   | 481.857            | 10,4              |                    |                   | 481.857 | 10,4              |
| 2002                                                                                    | 463.662   | 3,8               |                |                   |          |                   | 463.662            | 3,8               |                    |                   | 463.662 | 3,8               |
| 2003                                                                                    | 441.795   | 4,7               |                |                   |          |                   | 441.795            | 4,7               |                    |                   | 441.795 | 4,7               |
| 2004 *                                                                                  | 271.652   | 38,5              | 818            |                   |          |                   | 272.470            | 38,3              | 389                |                   | 272.859 | 38,2              |
| 2005                                                                                    | 392.301   | 44,4              | 5.788          | 607,6             |          |                   | 398.089            | 46,1              |                    |                   | 398.089 | 45,9              |
| 2006                                                                                    | 569.454   | 51,3              | 8.796          | 52,0              | 28.820   |                   | 607.070            | 58,8              | 657                |                   | 607.727 | 59,0              |
| 2007                                                                                    | 538.018   | 5,5               | 9.796          | 11,4              | 34.352   | 19,2              | 582.166            | 4,1               | 1.430              | 117,7             | 583.596 | 4,0               |
| 2008                                                                                    | 459.114   | 14,7              | 32.188         | 228,6             | 43.591   | 26,9              | 534.893            | 8,1               | 1.226              | 3,1               | 536.032 | 8,2               |
| 2009                                                                                    | 440.966   | 4,0               | 10.238         | 68,2              | 56.743   | 30,2              | 507.947            | 5,0               | 1.111              | 2,5               | 509.058 | 5,0               |
| 2010                                                                                    | 453.479   | 2,8               | 18.442         | 80,1              | 73.220   | 29,0              | 545.141            | 7,3               | 3.507              | 215,7             | 548.648 | 7,8               |
| 2011                                                                                    | 511.511   | 12,8              | 7.943          | 56,9              | 38.986   | 46,8              | 558.440            | 2,4               | 2.667              | 24,0              | 561.107 | 2,3               |
| 2012                                                                                    | 569.286   | 11,3              | 0              | 100,0             | 0        | 100,0             | 569.286            | 1,9               | 2.408              | 9,7               | 571.694 | 1,9               |
| 2013                                                                                    | 557.559   | 2,1               | 0              | 0,0               | 1.078    | 100,0             | 558.677            | 1,9               | 4.070              | 69,0              | 562.747 | 1,6               |
| 2014                                                                                    | 517.417   | 7,2               | 0              | 0,0               | 169      | 84,3              | 517.586            | 7,4               | 5.263              | 29,3              | 522.849 | 7,1               |
| 2015                                                                                    | 490.804   | 5,1               | 0              | 0,0               | 0        | 0,0               | 490.804            | 5,2               | 1.808              | 65,6              | 492.612 | 5,8               |
| 2016                                                                                    | 483.793   | 1,4               | 0              | 0,0               | 64       | 0,0               | 483.857            | 1,4               | 1.489              | 17,6              | 485.346 | 1,5               |
| 2017                                                                                    | 380.062   | 21,4              | 0              | 0,0               | 0        | 0,0               | 380.062            | 21,5              | 1380               | 7,3               | 381.442 | 21,4              |
| 2018                                                                                    | 356.974   | 6,1               | 0              | 0,0               | 0        | 0,0               | 356.974            | 6,1               | 1398               | 1,3               | 358.372 | 6,0               |
| 2019                                                                                    | 364.062   | 2,0               | 0              | 0,0               | 0        | 0,0               | 364.062            | 2,0               | 1.329              | 4,9               | 365.391 | 2,0               |
| 2020                                                                                    | 108.538   |                   |                |                   |          |                   |                    |                   |                    |                   | 108.538 | 70,3              |
| 2021                                                                                    | 147.588   |                   |                |                   |          |                   |                    |                   |                    |                   | 147.588 | 36.0              |
| 2022                                                                                    | 202.1498  |                   |                |                   |          |                   |                    |                   |                    |                   |         |                   |
| 2023                                                                                    | 393.261   |                   |                |                   |          |                   |                    |                   |                    |                   |         |                   |
| 2024                                                                                    | 623.980   |                   |                |                   |          |                   |                    |                   |                    |                   | 623.980 | \| 112,8 \|       |
| * l'aeroporto è stato chiuso 3 mesi per rifacimento pista dal 01/03/2004 al 30/05/2004. |           |                   |                |                   |          |                   |                    |                   |                    |                   |         |                   |
| 112,8                                                                                   |           |                   |                |                   |          |                   |                    |                   |                    |                   |         |                   |

|           | 2019    | 2020    | 2021    | 2022    | 2023    | 2024    |
| --------- | ------- | ------- | ------- | ------- | ------- | ------- |
| Gennaio   | 30.322  | 19.563  | 5.709   | 11.837  | 19.809  | 22.832  |
| Febbraio  | 25.204  | 15.770  | 6.659   | 11.408  | 17.926  | 24.345  |
| Marzo     | 30.267  | 3.011   | 6.408   | 13.126  | 20.504  | 27.209  |
| Aprile    | 32.597  | 0       | 10.200  | 12.242  | 22.215  | 33.053  |
| Maggio    | 34.538  | 0       | 12.701  | 16.015  | 24.860  | 57.286  |
| Giugno    | 37.918  | 15      | 14.385  | 18.665  | 25.286  | 58.747  |
| Luglio    | 39.099  | 14.582  | 17.324  | 19.891  | 31.717  | 61.262  |
| Agosto    | 36.309  | 15.030  | 17.395  | 19.525  | 27.197  | 61.774  |
| Settembre | 33.361  | 17.375  | 16.344  | 18.407  | 24.933  | 57.648  |
| Ottobre   | 22.930  | 13.867  | 11.419  | 18.002  | 25.867  | 63.051  |
| Novembre  | 21.363  | 3.147   | 12.711  | 20.456  | 25.408  | 77.492  |
| Dicembre  | 21.483  | 6.178   | 16.333  | 22.701  | 26.889  | 79.428  |
| ANNO      | 365.391 | 108.538 | 147.588 | 202.149 | 293.261 | 623.980 |

## Caratteristiche dello scalo
L'aeroporto dello Stretto è uno scalo dalle grandi prospettive future grazie alla sua posizione strategica e all'elevato bacino d'utenza.
La pista principale 15/33 è aperta ad atterraggio e decollo da entrambe le testate. L'avvicinamento alla testata 33 è con sentiero curvilineo.
La pista secondaria 11/29 è aperta solo per decollo da testata 29.
Approach Lighting Systems, radioassistenze e altri ausili: SALS, VASI, T-VASI, PAPI, RLI + EFAS, RTIL, CGIL, Runway guard lights + Beacon, VORTAC, D-VOR/DME, NDB, LLZ 33, RCA 111.00 sul campo.
Categoria servizio antincendio aeroportuale 7a ICAO (3ª classe).
L'aeroporto, dal punto di vista tecnico, ha la seguente Qualifica:
- Aeroporto aperto al traffico commerciale nazionale ed internazionale.
- Aeroporto di frontiera abilitato ai controlli doganali e sanitari per prodotti di derivazione animale provenienti da paesi esterni alla UE.
- Aeroporto Doganale con "magazzini di temporanea custodia".

Le dimensioni delle piste consentono l'utilizzo dell'aeroporto da quasi tutti gli aerei narrow-body.
Il più grande aeromobile che vi abbia mai operato è stato il Boeing 757-200.

### Interventi di ammodernamento e riqualificazione
Sono previsti interventi di ampliamento e ammodernamento per un importo complessivo di 25 milioni di euro; gli interventi nello specifico saranno i seguenti:
- Adeguamento Antisismico Aerostazione Passeggeri;
- Ristrutturazione aree pubbliche ed adeguamento energetico e condizionamento;
- Ammodernamento Sistema GBAS – Ground Based Augmentation System;
- Riqualifica pavimentazioni zona airside e aiuti visivi luminosi;
- Demolizioni di ruderi e manufatti pericolosi e riqualifica delle aree di pertinenza;
- Adeguamento viabilità lato città e nuovo parcheggio enti di stato;
- Adeguamento sala imbarchi ed apparati di controllo passeggeri e bagagli;
- Interventi per la sicurezza al volo ed il controllo al traffico aereo;
- Riqualifica impianti controllo e smistamento bagagli da stiva;
- Ammodernamento Sistemi antintrusione perimetrale e protezione da droni;

### Servizi
Servizi
- Ufficio doganale
- Pronto soccorso
- Accessibilità per portatori di handicap
- Biglietteria con sportello
- Check-in veloce
- Punto informazioni
- Ascensore
- Banca
- Sale riunioni
- Deposito bagagli
- Telefono pubblico
- Internet WiFi
- Servizi Igienici
- Sala d'attesa

Collegamenti
- Taxi
- Autobus
- Autonoleggio
- Aliscafo
- Parcheggio
- Tangenziale di Reggio Calabria
- Stazione ferroviaria

Svago
- Bar e fast food
- Ristorante
- Edicola
- Shopping

## Collegamenti
L'aeroporto è dotato di una stazione ferroviaria, Reggio Calabria Aeroporto, servita da treni regionali che lo collegano direttamente alla stazione di Reggio Calabria Centrale.

### In auto da nord (area tirrenica)
Salerno-Reggio Calabria - Raccordo autostradale 4, svincoli di:  Arangea/Gallina e  Ravagnese/Aeroporto.

### In auto da sud (area jonica)
Reggio-Taranto - Raccordo autostradale 4, svincoli di:  Ravagnese/Aeroporto,  Malderiti/Aeroporto e  Arangea/Gallina

### Con la città di Reggio Calabria
l'aeroporto è collegato con la città tramite bus dell'ATAM (Azienda Trasporti per l'Area Metropolitana) con collegamenti anche per il porto e la stazione ferroviaria Centrale con le linee: 15 · 19 · 27 · 27/ · 28 · 35A · 111 · 113 · 114 · 115 · 118 · 119 · 121/122 · Porto-Aeroporto (diretto).

### Con Villa San Giovanni
è attivo un servizio "Volobus" che permette di arrivare dall'aeroporto a Villa San Giovanni, in prossimità dei traghetti per la Sicilia. Il servizio in precedenza collegava l'aeroporto con la città di Messina che è ora servita dalla metromare con aliscafi, direttamente dall'aeroporto.

### Con la Locride e l'Area Grecanica
è attivo il collegamento bus "Jonica Line" che ha come terminal Caulonia Marina. Gli orari di questi servizi coincidono con quelli di tutti i voli dell'aeroporto.

### Con Messina e la Sicilia
è attivo il collegamento bus gestito dall'aeroporto che collega in pochi minuti l'aerostazione direttamente con il porto principale e viceversa, a sua volta collegato con Messina tramite corse di aliscafi molto frequenti durante la giornata. Risulta comunque un servizio da migliorare nelle coincidenze.